# 阿卡達足球會
阿卡達足球會（土庫曼語：Arkadag Futbol Kluby）是一家位於土庫曼阿爾卡達格的職業足球會。球隊成立於2023年，目前於土庫曼超級足球聯賽作賽。

## 球衣顏色與會徽

### 球衣
阿卡達傳統主場球衣主要由綠色和白色組成。

### 會徽
球會的會徽是一匹奔騰的馬匹，背景是科佩特山脈。 會徽採用白色和藍色。

## 榮譽
- 土庫曼超級足球聯賽
  - 冠軍 (2)：2023, 2024
- 土庫曼盃
  - 冠軍 (2)：2023, 2024
- 土庫曼超級盃
  - 冠軍 (1)：2024
- 土庫曼足球聯合會盃
  - 冠軍 (1)：2025